# Dracula 3D
Dracula 3D – włosko-francusko-hiszpański film fabularny z 2012 roku w reżyserii Daria Argenta. Obraz oparto na kanwie powieści Drakula autorstwa Brama Stokera.

## Obsada
- Thomas Kretschmann − hrabia Drakula
- Rutger Hauer − Abraham Van Helsing
- Marta Gastini − Mina Harker
- Asia Argento − Lucy Kisslinger
- Unax Ugalde − Jonathan Harker
- Miriam Giovanelli − Tanja
- Giovanni Franzoni − Renfield